# 1. Panzer-Division (Japanisches Kaiserreich)
Die 1. Panzer-Division (jap. 戦車第1師団, Sensha Dai-1 Shidan) war eine Panzerdivision des Kaiserlich Japanischen Heeres, die 1942 aufgestellt und 1945 aufgelöst wurde. Ihr Tsūshōgō-Code (militärischer Tarnname) war Taku (jap. 拓, „Urbarmachung“).

## Allgemeine Daten
Die 1. Panzer-Division war, neben der 2., 3. und 4., eine der Panzer-Divisionen, die zwischen 1942 und 1944 aufgestellt wurden. Das Hauptquartier der Panzer-Division lag zunächst in Ning’an, Mandschukuo und wurde 1945 nach Tokio verlegt.

## Geschichte der Einheit
Die Panzer-Division wurde im August 1942 unter dem Kommando von Generalleutnant Hoshino Toshimoto aufgestellt und bestand zunächst aus der 1. Panzer-Brigade (1. und 5. Panzer-Regiment) und der 2. Panzer-Brigade (3. und 9. Panzer-Regiment), sowie dem 1. Motorisierten Infanterie-Regiment, dem 1. Motorisierten Artillerie-Regiment und weiteren kleineren Einheiten. Die Division war im japanischen Marionettenstaat Mandschukuo eingesetzt, um potenziellen Angriffen der Sowjetunion begegnen zu können.
Im Juli 1944 wurde das 3. Panzer-Regiment der 6. Regionalarmee unterstellt und nahm an der Operation Ichi-gō teil.

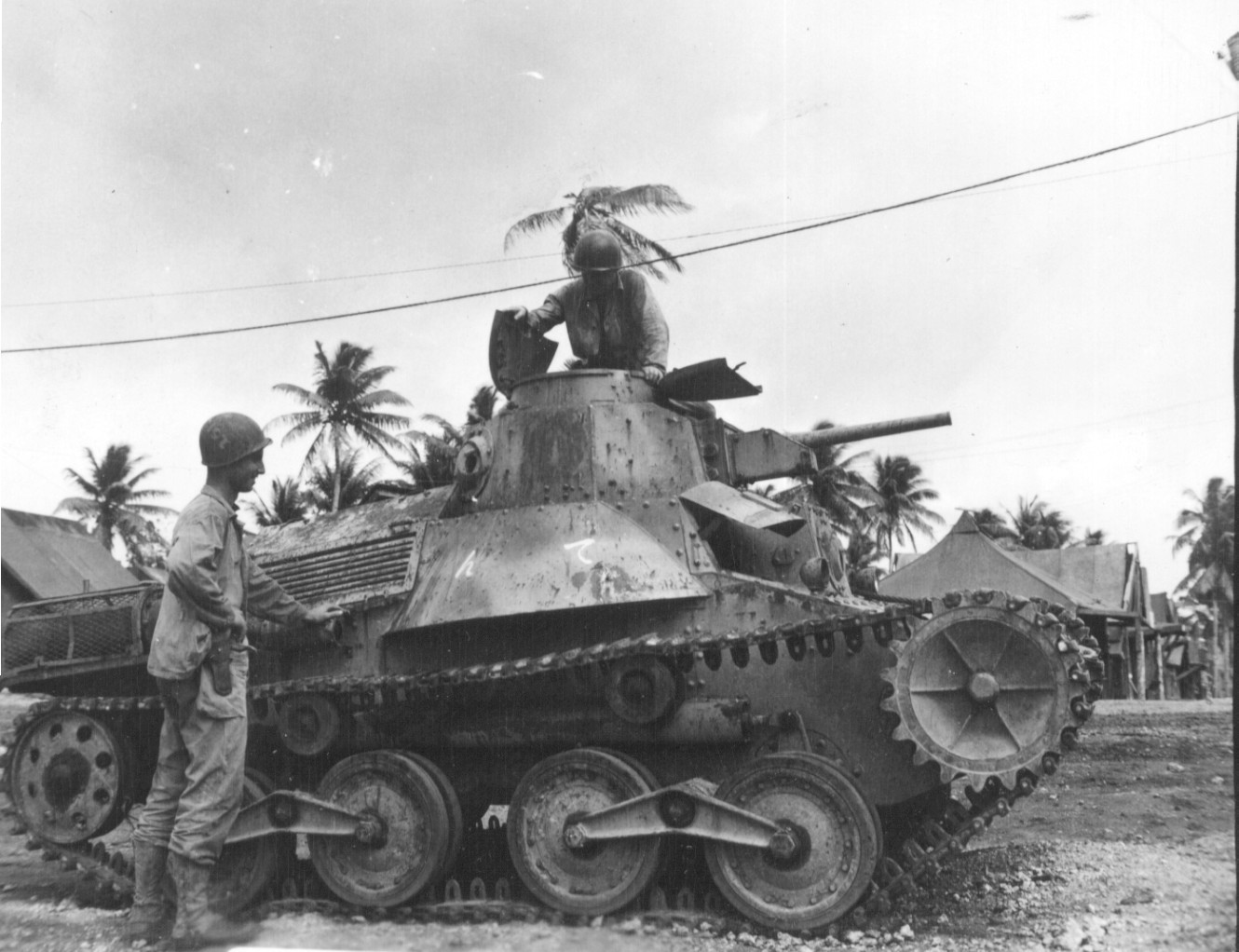
Ein auf Guam aufgegebener Typ 95 Ha-Gō Panzer wird von US-amerikanischen Soldaten inspiziert.

Im März 1944 wurde das 9. Panzer-Regiment der 31. Armee auf Saipan und Guam unterstellt. Ab 15. Juni 1944 kam es zur Schlacht um Saipan, bei der 8.000 Marines der amerikanischen 2. und 4. Marineinfanteriedivision sowie etwa 200 M4 Sherman-Amphibienpanzer an den beiden Landungsabschnitte der Westküste von Saipan (Codenamen Red Beach 1 und Red Beach 2) an Land gingen. Oberst Goshima bot am D-Day und dem darauffolgenden Tag 12 leichte Panzer Typ 95 Ha-Gō, 31 mittlere Panzer Typ 97 Chi-Ha und 4 mittlere Panzer Typ 97 Shinhōtō Chi-Ha auf, um die Landungstruppen direkt am Strand zu bekämpfen. Mit Hilfe der Panzer und Bazookas konnten die Marines bis auf wenige Ausnahmen die japanischen Panzer zerstören. Diese wurden gegen Ende der Schlacht um Saipan am 9. Juli 1944 zerstört. Das 9. Panzer-Regiment war durch die Kämpfe vernichtet worden.
Im März 1945 wurden die Reste des 3. Panzer-Regiments in Erwartung der bevorstehenden Invasion der Alliierten (Operation Downfall) nach Japan verlegt und dort der 36. Armee unterstellt. Dort verblieb sie bis Kriegsende und wurde im September 1945 aufgelöst.

## Gliederung
Aufstellung im August 1942 wie folgt:
- Stab
  - 1. Panzer-Brigade
    - 1. Panzer-Regiment
    - 5. Panzer-Regiment

  - 2. Panzer-Brigade
    - 3. Panzer-Regiment
    - 9. Panzer-Regiment

  - 1. Motorisiertes Infanterie-Regiment
  - 1. Motorisiertes Artillerie-Regiment
  - 1. Flak Einheit
  - 1. Panzer-Aufklärungs-Einheit
  - 1. Motorisierte Panzerabwehr-Einheit
  - 1. Panzer-Pionier-Einheit
  - 1. Panzer-Transport-Einheit
  - 1. Panzer-Wartungs-Einheit
  - Panzer-Fernmelde-Ausbildungs-Einheit

## Kommandeure
|    | Name                              | Von               | Bis                |
| -- | --------------------------------- | ----------------- | ------------------ |
| 1. | Generalleutnant Hoshino Toshimoto | 1. September 1942 | 15. Juni 1945      |
| 2. | Generalleutnant Hosomi Nobuo      | 15. Juni 1945     | 30. September 1945 |